# Kozolya
Kozolya (románul Cozia) falu Romániában, Erdélyben, Hunyad megyében.

## Fekvése
Dévától nyugatra, Brettyelin, Szárazalmás és Déva közt fekvő település.

## Története
Kozolya nevét 1453-ban említette először oklevél Kozyelye néven. 1472-ben és 1491-ben p. Kozolya néven Déva vár tartalékaként volt említve. Ekkor Kozolya birtokosai Bizerei Tatár János és fia Mutnoki Jakab voltak. Nevének későbbi változatai: 1600-ban Kozolia, 1733-ban Kozia, 1805-ben Kozollya, 1808-ban Kozolya ~ Kozalya, Kazija, 1861-ben Kozolja, Kozia, 1888-ban Korolya, Kozia, 1913-ban Kozolya.
A trianoni békeszerződés előtt Hunyad vármegye Dévai járásához tartozott, majd Romániához került.
1910-ben 496 lakosából 476 román, 9 német, 6 magyar volt. Ebből 480 görögkeleti ortodox, 14 római katolikus volt.